# Matthew Kadalikattil
Matthew Kadalikattil öfter auch Kadalikkattil (* 25. April 1872 in Edappady bei Pala (Palai), Kerala, Indien; † 23. Mai 1935 in Pala, Kerala, Indien) war ein katholischer Priester des syro-malabarischen Ritus und Gründer der indischen Sacred Heart Schwestern. Der Seligsprechungsprozess ist eingeleitet und Kadalikattil wurde bereits zum „Ehrwürdigen Diener Gottes“ erklärt.

## Leben und Wirken
Matthew Kadalikattil war der Sohn der katholischen Thomaschristen Zacharias und Rosa Kadalikattil. Schon früh fühlte er sich zum Priestertum berufen und ließ sich von einem Geistlichen in seiner Liturgiesprache Syrisch unterrichten. Da er nicht recht wusste, wie er das weitere Studium bewerkstelligen sollte, stellte er sich selbst Bischof Charles Lavigne, dem damaligen Apostolischen Vikar von Changanacherry vor, der ihn als geeignet ansah und ihn zum Studium an das Priesterseminars der Carmelites of Mary Immaculate, in deren Mutterkloster auf dem Berg Mannanam sandte. Dort erhielt er am 11. Februar 1901 von Lavignes Nachfolger, Bischof Mathew Makil, die Priesterweihe. Matthew Kadalikattil war nun Diözesanpriester des Vikariats und der späteren Diözese Changanacherry.
Zunächst wirkte er zwei Jahre als einer von mehreren Kaplänen in seiner Heimatpfarrei St. Thomas zu Pala (die heutige alte Kathedralkirche), 1903 erhielt er die Pfarrei Herz-Jesu in Karoor. Hier wurde Pfarrer Kadalikattil zu einem großen Herz-Jesu-Verehrer, ließ die Kirche neu erbauen und weihte auch alle Familien bzw. Häuser seiner Gläubigen dem Heiligsten Herzen Jesu. 1906 versetzte man ihn an die St. Mary Church Pala-Lalam, neben der St.-Thomas-Kirche die zweite katholische Hauptkirche der Stadt. 1910 kehrte er wieder als einer von mehreren Pfarrgeistlichen an die St. Thomaskirche in Pala zurück – seine Heimatpfarrei, wo er auch die ersten Priesterjahre verbracht hatte. Ab 1914 wirkte er an diversen Kirchen der Stadt, von 1922 bis zu seinem Tod als Vikar der neu eingerichteten Pfarrei Pala-Kannadiurumpu und Superior seiner Schwestern.
Kadalikattil wurde in Pala als guter Prediger und einfühlsamer Beichtvater bekannt, außerdem als „Vater der Armen“, um die er sich besonders kümmerte. Speziell nahm er sich den Harijans an, die als Unberührbare aus der indischen Gesellschaft ausgeschlossen waren; für sie gründete er u. a. eine Schule. Bald schon konnte der Geistliche die Arbeit unter den Armen und Kranken nicht mehr alleine bewältigen und suchte Helfer. Er fand einige Frauen, die dazu bereit waren und gründete mit ihnen 1911 eine Ordensgemeinschaft, welche spirituell auf die von ihm besonders geschätzte Herz-Jesu-Verehrung ausgerichtet wurde und sich deshalb Herz-Jesu-Schwestern nannte. Matthew Kadalikattil gab ihnen eine selbst verfasste Ordensregel und legte besonderen Wert auf die Betreuung von Armen, Waisen und alten Leuten. Die Gemeinschaft wuchs und ihr Gründer stellte 1934 ein Gesuch an den Hl. Stuhl, sie offiziell, kirchenrechtlich anzuerkennen. Papst Pius XI. empfing daraufhin am 23. Mai 1935 Bischof James Kalacherry von Changanacherry in Audienz und eröffnete ihm, dass er ihn bevollmächtige, den Orden anzuerkennen. Das geschah in Rom, am gleichen Tag, als der Gründer nach einmonatiger, schwerer Krankheit in Indien starb.

## Tod und Verehrung

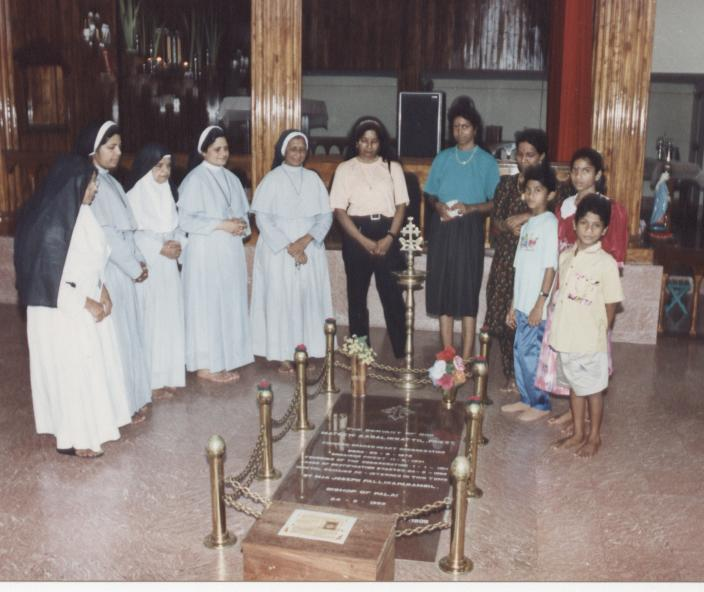
Grabstätte und Schwestern seines Ordens, Pala, Provinzialhaus der Herz-Jesu-Schwestern

Matthew Kadalikattil wurde am 24. Mai 1935 in der (alten) St. Thomaskirche, Pala vorläufig beigesetzt. Der Ordensgründer war in Pala als „Herz-Jesu-Apostel“ und „Vater der Armen“ bekannt und verehrt. Nach zwei Jahren bettete man ihn um in die neue Kapelle des Mutterhauses seiner Schwesternkongregation, etwas außerhalb von Pala. Sein Grab entwickelte sich zur Pilgerstätte. 1960, zum 25. Todestag, erschien die erste Biografie (in Malayalam). Palai ist seit 1950 ein eigenständiges Bistum. Am 14. Mai 1988 leitete Bischof Joseph Pallikaparampil von Palai den Seligsprechungsprozess für Matthew Kadalikattil ein. Am 27. Juni 2011 wurde er von Papst Benedikt XVI. zum „Ehrwürdigen Diener Gottes“ erklärt. Das frühere Häuschen aus Pala-Kannadiurumpu, in dem Matthew Kadalikattil 14 Jahre lebte, hat man auf das Gelände des Provinzialhauses Pala versetzt (wo sich auch das Grab befindet) und darin ein Museum des Ordensstifters eingerichtet.
Der Schwesternorden erhielt am 25. Juli 1936 die offizielle kirchenrechtliche Anerkennung. Inzwischen gehört die Kongregation mit ca. 3500 Nonnen zu den mitgliederstärksten Frauenkongregationen Indiens und seine Mitglieder wirken vielfach im Ausland; u. a. auch in diversen deutschen Altersheimen und Kliniken.